# Besiebnung
Die Besiebnung(en) (abgeleitet von dem Zahlwort sieben), zeitgenössisch besibnung, das besiben/besybbent; Verb besiebenden/ besiebenen (mit sieben Zeugen) überführen, der Besiebeneneid bezeichnete insbesondere in Strafprozessen des Mittelalters und der Frühen Neuzeit ein Element der gerichtlichen Beweisaufnahme. Das durch peinliche Befragung (Folter) oder auch nur deren Androhung (Territion) erlangte Geständnis (Urgicht) musste von dem Angeklagten bei der anschließenden Besiebnung aufrechterhalten werden, damit es dem Urteil als beweiskräftig zugrunde gelegt werden konnte.

## Definitionen
Über die strafprozessuale Bedeutung hinaus wurde der Begriff (Be)sibnen auch in anderem Zusammenhang als Form der Bekräftigung bzw. Vergewisserung durch sieben Personen oder wiederholtes Tun verstanden:
1. als Ausdruck der Rechtsprechung; einen Verbrecher, bevor das Urteil gesprochen wird, noch einmal vor 7 unbescholtenen Zeugen sein Vergehen bekennen lassen. Den Angeklagten oder Kläger durch 7 Eideshelfer seine Glaubwürdigkeit bekräftigen lassen (Besiebeneneid). Einen Angeklagten vor 7 Zeugen zum Geständnis bringen
2. dafür, einen Toten amtlich (vor 7 Zeugen) zu untersuchen und zu sezieren, um die Todesursache festzustellen
3. umgangssprachlich in der Alliteration b´sibne und b´segne als Bezeichnung für vielfache Gebete oder Fürbitten.

Die Bezeichnung Sibner war unter anderem für Mitglieder eines aus sieben Männern bestehenden Kollegiums (Rates, Gerichtes usw.) gebräuchlich.
In strafgerichtlichem Zusammenhang wird der Begriff auch im Glossarium germanicum medii aevi von Christian Gottlob Haltaus aus dem Jahre 1758 definiert.
Bereits in der römischen Antike waren weltliche oder religiöse Kollegialorgane von sieben Männern als septemviri bezeichnet worden. Wichtigstes Beispiel sind die Septemviri epulonum.

## Rechtsquellen im Strafrecht
Trotz ihrer für die Rechtsvereinheitlichung im Heiligen Römischen Reich richtungsweisenden Bedeutung hat das Institut der Besiebnung keinen Eingang in die Constitutio Criminalis Carolina (Peinliche Gerichtsordnung Kaiser Karl V. - Carolina) von 1532 gefunden. Es ist aber in regionalen Rechtsordnungen nachweisbar, beispielsweise in Art. 273 der Bambergischen Halsgerichtsordnung (BambHalsGO) Constitutio Criminalis Bambergensis von 1507, die gleichwohl anwendbar blieben.

## Praktische Bedeutung im Strafprozess
Ohne dass ein Geständnis besiebnet worden war, gab es keinen Schuldspruch. Die Besiebnung war notwendiger Bestandteil der gerichtlichen Beweisaufnahme und schloss diese formal ab.
Zeitgenössische Quellen beschreiben das Verfahren:
„Sovil nun den Processum Torturae in specie anbelangt, sollen unsere Amptleut den beklagten armen Sünder zunächst in beysein etlicher der Richter und des Gerichtsschreibers ohnunterbrochen auff einen Actum, und nicht, wie etwa aus ohnerfahrenheit der Rechten geschehen, zu underscheidnen Zeiten nacheinander exequieren lassen (verhören). Es soll auch sein peiniche Urgicht aus seinem Mund, und zwar nicht wann er an der Marter hangt, sonder wann er herab gelassen ist, fleissig beschriben werden.“
Am nächsten Tag folgte die Besibnung - "wann ihme nämlich nach verfliessung vier und zweinzig völliger Stund nach ausgestandener Marter, seyn Urgicht so er bey der Tortur zuvor bekent, vor siben ehrlichen Männern zur Vormittagszeit, und zwar nicht an dem Ort, Thurm oder Gewölb da er torquirt worden, auch nicht in beywesen des Nachrichters (Scharfrichters), widerumb verständtlich vorgelesen wirdt."
Wenn der Angeklagte sein unter Folter abgegebenes Geständnis dabei widerrief, „sollen Unsere Amptleut ein solches alles zu Unser Kanzley an unsere ObernRäth, umbständtlich berichten und Bescheidts gewarten.“
War der Angeklagte aber auch bei der Besibnung noch geständig, sollten „alsdann unsere Amptleut auff verfliessung dreyer oder vier Tagen, nach der Besibnung selbigem sein Urgicht vorm Richter wiedrumb vorhalten und wann er noch darbey verbleibt,“ ihn für die gestanden Taten aburteilen und die Strafe vollstrecken.
Die Urteile wurden jeweils durch das zuständige Malefizgericht verkündet, dessen Besetzung mit der des Landgerichts identisch sein konnte. Die praktische Vernehmung wurde aber zuvor von Beamten („Amptleut“) inquisitorisch geführt, deren Entscheidungen schließlich den Ausschlag gaben. Die anschließende Besiebnung, die eigens protokolliert wurde, und das Verfahren vor Gericht hatten demgegenüber nur noch formale Bedeutung.

## Beispiele
- Im Jahr 1682 wurde Maria Grießer wegen angeblichen Schadenszaubers in einem Hexenprozess nach peinlicher Befragung und Besiebnung zum Tode verurteilt und hingerichtet.

- Im Strafverfahren gegen die vermeintliche Kindesmörderin Marie D. im 18. Jahrhundert war zwischen Gericht und Verteidigung umstritten, ob die „Inquisitin“ der peinlichen Befragung (Folter) unterzogen werden dürfe oder nicht. Das Gutachten eines Rechtsgelehrten bestätigte schließlich die Zulässigkeit. Die Angeklagte gestand jedoch schon bei Vorführung und Erläuterung der Folterinstrumente durch den Scharfrichter die ihr zur Last gelegte Tat (die Tötung des eigenen Kindes unmittelbar nach der Geburt). Nachdem sie dieses Geständnis auch bei der anschließenden Besiebnung nicht widerrufen hatte, wurde sie zwei Tage später durch das Schwert hingerichtet.[8]